# Bluewater (Queensland)
Bluewater (deutsch: Blaues Wasser) ist eine Kleinstadt und ein Küstenvorort der Stadt Townsville, in Far North Queensland im Bundesstaat Queensland in Australien. Townsville liegt etwa 28 Kilometer südöstlich. Auf dem Gebiet des Orts Bluewater liegt auch der Vorort Bluewater Beach (Blauer Strand). Bluewater zählte im Jahr 2021 bei der Volkszählung 715 Menschen.

## Geografie
Bluewater liegt ungefähr 28 Kilometer nordwestlich von Townsville. Wie der Name des Orts Bluewater Beach schon suggeriert, liegt Bluewater Beach an der Küste des Korallenmeers, während die Stadt von Bluewater im Landesinneren am Bruce Highway liegt, der von Südosten bis nach Nordosten durch die Ortschaft führt.

## Geschichte
Der in Deutschland geborene John Althaus war einer der ersten Siedler in dem Gebiet von Bluewater, der sich um 1880 dort niederließ. Nach ihm ist der Althaus Creek benannt. Das Siedlungsgebiet nördlich von Townsville um den Althaus und Bluewater Creek war damals mit Eukalypten, Akazien und Myrten auf sandigen Böden bewachsen. Die Böden entlang der Creeks boten jedoch auch Perspektiven für eine landwirtschaftliche Nutzung, daher folgten weitere Siedler.
Ende des neunzehnten Jahrhunderts wurde Bluewater in der Nähe des Bahnanschlussgleises von Purono weiter besiedelt. Diese Entwicklung setzte sich 1919 fort, als die Bahnlinie an der Nordküste von Townsville nach Ingham gebaut wurde.
Während des Zweiten Weltkriegs dislozierte die Australian Army eine Infanteriebrigade und ein -battalion in einem Feldlager entlang der Forestry Road im Gebiet von Bluewater. Diese Streitkräfte hatten den Auftrag eine vermutete japanische Invasion nördlich des Bohle River abzuwehren. Ab dem Mai 1942 befand sich eine große Anzahl von australischen, US-amerikanische Soldaten und ein Lazarett nördlich von Townsville.
Nach dem Krieg zogen zahlreiche Residenten in das Gebiet von Bluewater und der Ort prosperierte. 1946 wurde das Land entlang des Bluewater Beach unterteilt, gefolgt von Unterteilungen in Toolakea Beach und der Bluewater Township in den 1950er Jahren.
Die Poststelle von Bluewater öffnete im Mai 1960.
Am 31. Januar 2019 wurde die Gemeinde stark überschwemmt. Der starke Regen und die daraus resultierende Überschwemmungen hielten ungefähr eine Woche an.

## Einrichtungen
Heute ist Bluewater eine Gemeinde mit einer Reihe von Einrichtungen und Attraktionen. Bluewater Park ist mit kostenlosen Zeltplätzen ein beliebtes Ziel von Touristen und liegt in der Nähe des Bluewater Store, der für Geschäftsreisende geschlossen ist, des Bluewater Creek und des neu erschlossenen Stadtwaldes und des Vitaparcours. Toolakea und Bluewater Beach sind beliebte Erholungsgebiete. Es gibt eine Bootsrampe und eine Abfalltransportstation am Ende des Bluewater Drive.
Weitere Einrichtungen der Region Bluewater sind ein Gemeindezentrum, ein Schulungs- und Campingzentrum für Pfadfinderinnen, eine Pfadfinderhalle und die Bluewater State School. Darüber hinaus gibt es einen Caravan Park und eine Arztpraxis. Beide befinden sich jedoch in Purono Park am Bruce Highway.
Die Stadtverwaltung im Rathaus betreibt einen mobilen Bibliotheksdienst. Nutzer können ihn Montagnachmittag am Gemeindezentrum in Bluewater aufsuchen.